# Гліколі

Етиленгліколь, найпростіший діол

Гліко́лі, також Діо́ли — двоатомні спирти, які містять дві гідроксильні групи із загальною формулою CnH2n(OH)2; розрізняються за розміщенням гідроксильних груп у ланцюгу. Нижчі гліколі — етиленгліколь (ЕГ), діетиленгліколь (ДЕГ), тріетиленгліколь (ТЕГ) і пропіленгліколь (ПГ) — прозорі, безбарвні, в'язкі рідини, розчинні у воді.
В нафтовій і газовій промисловості широко застосовуються як антигідратний інгібітор і абсорбент для осушування газу.